# Far East Horizon
Far East Horizon (遠東宏信) — китайская финансовая компания, специализируется на кредитовании, лизинге, импорте и экспорте. Штаб-квартира расположена в Гонконге, в небоскрёбе Convention Plaza Office Tower. В списке крупнейших компаний мира Forbes Global 2000 за 2021 год заняла 1317-е место (967-е по чистой прибыли и 763-е по активам).
Компания была основана 15 мая 2008 года. 30 марта 2011 года акции Far East Horizon были размещены на Гонконгской фондовой бирже.
Крупнейшими акционерами являются Sinochem Group (23,12 %), Кун Фаньсин (президент компании, 18,79 %), JPMorgan Chase (10,53 %) и UBS Group (10 %).

## Деятельность
Подразделения по состоянию на 2020 год:
- Финансовые и консультационные услуги — кредитование, лизинг и другие услуги предприятиям таких отраслей, как городское коммунальное хозяйство, здравоохранение, промышленное строительство, транспорт и логистика, культура и туризм; выручка 24,2 млрд юаней.
- Промышленные операции — обеспечение оборудованием предприятий и медицинских учреждений (импорт и экспорт, торговля внутри страны); выручка 4,8 млрд юаней.